# Забродски, Владимир
Владимир Забродски (чеш. Vladimír Zábrodský; 7 марта 1923[…], Прага — 20 марта 2020, Стокгольм) — чехословацкий хоккеист, нападающий, выступавший за команду «ЛТЦ Прага» и национальную сборную Чехословакии. Чемпион мира и Европы, серебряный призёр зимних Олимпийских игр в Санкт-Морице. Член Зала славы ИИХФ (с 1997 года), член Зала славы чешского хоккея (c 4 ноября 2008 года). Старший брат Олдржиха Забродски.

## Биография
Начал карьеру хоккеиста в 1940 году, в команде «ЛТЦ Прага», в период 1942—1949 годов 7 раз становился чемпионом Чехословацкой хоккейной лиги.
С 1946 по 1956 год Забродски выступал за национальную сборную Чехословакии по хоккею. В 1948 году он стал серебряным призёром зимних Олимпийских играх в Санкт-Морице. В 1947 и 1949 годах выигрывал чемпионат мира и Европы.
Забродски в составе чехословацкой сборной должен был защищать выигранный чемпионский титул на чемпионате мира 1950 года в Великобритании, однако после решения правительства практически в последний момент не принимать в нём участия (причиной этого явился отказ в британской визе репортёрам чехословацкого радио) большая часть членов сборной была арестована прямо в ресторане, где они собрались обсудить это событие и, по утверждению следствия, вели антиправительственные разговоры и выкрикивали антикоммунистические лозунги.
Владимир Забродски, который не был в ресторане в тот день, 13 марта 1950 года, оказался одним из хоккеистов, избежавших тюремного заключения. Но после сфабрикованного судебного процесса в отношении чехословацких хоккеистов он был отлучён от игр за сборную на неопределённый срок. В 1954 году ему разрешили вновь выступать за чехословацкую сборную. Завершил игровую карьеру в 1960 году, отыграв последние 10 сезонов за пражскую «Спарту». Был играющим тренером «Спарты», которую привёл в качестве тренера и капитана команды к чемпионским титулам чехословацкой лиги в 1953 и 1954 годах.
Помимо хоккея Забродски также играл в теннис. В 1948, 1955 и 1956 годах играл за сборную Чехословакии в Кубке Дэвиса.
В 1965 году Забродски эмигрировал в Швецию. В Швеции он тренировал клубы шведской лиги «Лександ», «Рёгле» и «Юргорден». Жил в Стокгольме. Пережил всех товарищей по чехословацкой хоккейной сборной второй половины 1940-х.
Является членом Зала славы ИИХФ (с 1997 года) и членом Зала славы чешского хоккея (c 4 ноября 2008 года).

## Достижения
- 2-кратный чемпион мира (1947 и 1949)
- 3-кратный чемпион Европы (1947—1949)
- Серебряный призёр Олимпийских игр (1948)
- Серебряный призёр чемпионата Европы (1955)
- 2-кратный бронзовый призёр чемпионата Европы (1954 и 1956)
- Бронзовый призёр чемпионата мира (1955)
- 6-кратный чемпион Чехословакии (1946—1949, 1953—1954)
- 3-кратный чемпион Богемии и Моравии (1942—1944)
- 3-кратный победитель Кубка Шпенглера (1946—1948)
- Лучший снайпер чемпионатов Чехословакии 1944 (10 шайб), 1947 (17), 1949 (19), 1954 (30), 1957 (33) и 1959 (23)
- Лучший снайпер чемпионата мира 1947 (29 шайб)
- Лучший снайпер Олимпийских игр 1948 (22 шайбы)

## Статистика
- Чемпионат Чехословакии — 230 игр, 306 шайб
- Сборная Чехословакии — 94 игры, 158 шайб[9]
- Всего за карьеру — 324 игры, 464 шайбы